# 朱兴东
朱興東（1995年5月8日—），中國大陸男歌手。 2014年獲得東方衛視《中國夢之聲》全國年度總決賽亞軍而出道，聲線、外形都酷似香港歌手陳奕迅而被媒體成為“小陳奕迅”，備受媒體和觀眾關注。

## 主要經歷
- 1995年 出生於貴州省貴陽市一個普通家庭
- 2012年考入廣西大學[4]計算機系本科班（ 2016年畢業）
- 2013年 獲得廣西大學校園十大歌手冠軍
- 2014年參加東方衛視《中國夢之聲》[5]比賽最終獲得全國年度總決賽亞軍，比賽之時被羽泉青睞[6]簽入旗下公司巨匠文化成為專業歌手。

## 比賽歷程

### 中國夢之聲
| 播出時間       | 比賽主題                 | 演唱歌曲                                                              | 備註及結果                                   |
| -------------- | ------------------------ | --------------------------------------------------------------------- | -------------------------------------------- |
| 2014年10月12日 | 中國夢之聲成都賽區試音會 | 《親愛的小孩》                                                        | 晉級全國65強                                 |
| 2014年10月26日 | 中國夢之聲組合之夜65進30 | 《愛如潮水》（VS胡靈、閻奕格、文小菲 ）                               | 晉級全國30強                                 |
| 2014年11月2日  | 中國夢之聲突圍賽30進15   | 《兄弟》（VS李一平）                                                  | 以55.94%：44.06%支持率戰胜李一平晉級全國15強 |
| 2014年11月9日  | 中國夢之聲逆襲賽12+6進12 | 《我很醜但我很溫柔》                                                  | 以61.66%：38.34%支持率戰勝王建房晉級全國15強 |
| 2014年11月16日 | 中國夢之聲全國12進10     | 《我只在乎你》                                                        | 以55.68%：44.32%支持率戰勝栗錦晉級全國10強   |
| 2014年11月23日 | 中國夢之聲全國10進8      | 《一路上有你》                                                        | 以67.71%：32.29%支持率戰勝姚偉濤晉級全國8強  |
| 2014年11月30日 | 中國夢之聲全國8進6       | 《怎麼說我不愛你》                                                    | 以52.84%：47.16%支持率戰勝馬海生晉級全國6強  |
| 2014年12月7日  | 中國夢之聲全國6進4       | 《熱情的沙漠》（VS李安梅） 《有多少愛可以重來》                       | 以534分排名第三，晉級全國4強                 |
| 2014年12月14日 | 中國夢之聲全國4進1       | 《我的未來不是夢》 《開往春天的地鐵》（VS侯磊） 《淚》 《親愛的小孩》 | 以41.55%：58.45%敗給鄭興琦獲得全國亞軍       |

## 音樂作品

### 錄音室專輯
| # | 專輯資訊 | 曲目 |
| 1 | 孤獨感 - 發行日期: 2017年6月8日 - 單曲長度: 38:07 - 音樂類型: 華語流行 - 發行形式: - 唱片公司: 北京簡單快樂文化            | 曲目 1. 孤獨感 2. 狼心狗肺 3. 噴嚏 4. 渴 5. 我們也陌生 6. 硬扛 7. 最舒適的危險 8. 你會怎麼回憶我們 9. 下個嘉賓 10. 別                                                  |
| 2 | 我有一個朋友 - 發行日期: 2018年6月28日 - 單曲長度: 45:46 - 音樂類型: 華語流行 - 發行形式: - 唱片公司: 北京簡單快樂文化     | 曲目 1. 拜託了小明 2. 一百首療傷歌 (治癒版) 3. 茶包 4. 不祝福 5. 高級快樂 6. 小白 7. 一百首療傷歌 (失眠版) 8. 曾經有個朋友 9. 想你想我 10. 路口 11. 怎麼走散了         |
| 3 | 關於你的所有幻想 - 發行日期: 2019年5月16日 - 單曲長度: 55:15 - 音樂類型: 華語流行 - 發行形式: - 唱片公司: 北京簡單快樂文化 | 曲目 1. 關於你的所有幻想 2. 只差一個你 3. 袒護 4. 情感漸凍 5. 愛的失勇症 6. 夢境修復 7. 熬夜成癮 8. 退無可退 9. 麵包屑 10. 馬卡龍 11. 過敏體質 12. 某種程度上 13. 手掌 |

### 影視歌曲
| 歌曲                  | 發行日期       | 所屬專輯     | 所屬影視作品           | 備註   | Ref.   |
| 路口                  | 2018年1月8日   | 我有一個朋友 | 網劇《嗨!前任》        | 片尾曲 | [ 9 ]  |
| 留給了時間            | 2018年11月15日 | 不適用       | 電視劇《我們的四十年》 | 插曲   | [ 10 ] |
| 讓我們去愛(feat.弦子) | 2019年3月10日  |              | 電視劇《只為遇見你》   | 片尾曲 |        |
| 青春的擁抱            | 2019年9月20日  |              | 網劇《我是班主任》     | 插曲   |        |
| 物事情非              | 2020年2月14日  |              | 網劇《大唐女法醫》     | 插曲   |        |
| 舊人間                |                |              | 網劇《離人心上》       | 插曲   |        |

相同月光（雁归西窗月片头曲）

### 未收錄專輯單曲
- 2017年11月28日 - 全世界心酸 [11]
- 2018年8月9日 - 我有三個月月友 [12]
- 2018年10月12日 - 事不關己 [13]
- 2018年11月13日 - 熬夜成癮 [14]
- 2018年11月27日 - 攝影師 [15]
- 2019年2月27日-小宇(cover 張震嶽)
- 2019年5月3日-笑話
- 2019年8月6日-事都關己

## 外部連結
- 朱興東 新浪微博